# Stazione di Verona Parona
La stazione di Verona Parona era una stazione ferroviaria posta sulla linea Bolzano-Verona. Serviva il centro abitato di Parona di Valpolicella, frazione del comune di Verona.

## Storia
La stazione era dotata di quattro binari, due centrali di corretto tracciato e due laterali per le precedenze, che sono stati rimossi il 19 novembre 2012 contestualmente alla chiusura al servizio viaggiatori.
È stata soppressa il 5 settembre 2021, probabilmente a causa di un incendio divampato il 24 luglio che avrebbe danneggiato irrimediabilmente i relativi impianti.

## Descrizione
L'impianto al momento della soppressione era dotato dei soli due binari di corsa.

## Movimento
La stazione era dal 2012 senza traffico, pertanto nessun treno vi effettuava fermata.